# Anders Bäckström
Anders Andersson Bäckström i riksdagen kallad Bäckström i Porsnäs, född 27 februari 1820 i Piteå landsförsamling, Norrbottens län, död där 31 maj 1883, var en svensk lantbrukare och politiker. Han var far till riksdagsmännen Eric Viktor Bäckström och Fredrik Anshelm Bäckström.
Bäckström var hemmansägare i Porsnäs utanför Piteå. Han företrädde bondeståndet i Norrbottens södra domsaga vid ståndsriksdagen 1853/54 och i Piteå tingslag vid ståndsriksdagen 1856/58. Han var även riksdagsledamot i andra kammaren 1870–1872 för Norrbottens södra domsagas valkrets, 1873–1878 för Norrbottens södra domsagas södra valkrets och 1879–1881 för Piteå domsagas valkrets. I riksdagen skrev han 17 egna motioner bland annat om ändrade stadganden vad gäller väghållning, riksdagsmannaval och bevillning samt om lokala frågor som anslag till fyr i Pite skärgård, till utvidgning av läroverket i Luleå och få Pite älv i flottbart skick.